# آرتور آربری
آرتور جان آربِری (به انگلیسی: Arthur John Arberry) (زادهٔ ۱۲ مهٔ ۱۹۰۵ – درگذشتهٔ ۲ اکتبر ۱۹۶۹) خاورشناس انگلیسی بود.

## زندگی
آرتور جان آربِری در ۱۲ مه ۱۹۰۵ در منطقه کارگری در بندر پورتسموث متولد شد. پدرش افسر جزء نیروی دریایی بود. از ۱۲ سالگی در پی کسب معاش به کار پرداخت و در همان حال به مدرسهٔ متوسطه راه یافت. به مطالعهٔ یونانی و لاتین علاقهٔ بیش‌تری نشان داد و پیش از ورود به دانشگاه این دو زبان را به خوبی فرا گرفت و اغلب آثار کلاسیک را به زبان اصلی مطالعه کرد. در ۱۹۲۴ به کالج پمبروک یکی از مدارس هجده‌گانهٔ دانشگاه کمبریج وارد شد و ۳ سال بعد موفق به اخذ درجهٔ لیسانس در زبان‌های باستانی گردید. پس از آن با استفاده از کمک‌هزینهٔ اوقاف ادوارد براون به تحصیل زبان‌های فارسی و عربی در همان کالج پرداخت. در مدت ۲ سال دورهٔ زبان و ادبیات عرب را به پایان رساند. عربی را نزد رینولد نیکلسون و فارسی را نزد پروفسور لوی فراگرفت. پس از دریافت دومین گواهینامهٔ لیسانس، به تحقیق در ادبیات عرب و ترجمهٔ مواقف اثر نِسفَّری پرداخت. کالج پمبروک در ۱۹۳۱ او را به عنوان محقق وابسته به عضویت پذیرفت و جایزهٔ اول براون را به وی داد. آربری به هزینهٔ این کالج به قاهره رفت تا در آنجا به تحقیق و مطالعه بپردازد. در مدت اقامت در قاهره با سارینا سیمون از اهالی رومانی آشنا شد و در ۱۹۳۲ با وی ازدواج کرد. پس از آن از فلسطین، لبنان و سوریه دیدن کرد. بعد به انگلستان برگشت و باز به مصر رفت و در دانشگاه قاهره به سمت استادی و ریاست گروه زبان‌های کلاسیک (یونانی و لاتین) منصوب شد (۱۹۳۲–۱۹۳۴). در ۱۹۳۴ بار دیگر به انگلستان بازگشت و مدت ۲ سال به عنوان کتابدار در کتابخانهٔ وزارت هندوستان در لندن به کار پرداخت. پس از شروع جنگ جهانی دوم در سال ۱۹۳۹ به وزارت اطلاعات منتقل شد و در طول جنگ رساله‌هایی دربارهٔ کشورهای خاورمیانه و خاورشناسی نیز منتشر کرد.
آرتور آربری در ۱۹۴۴ پس از کناره‌گیری مینورسکی از استادی زبان فارسی دانشگاه لندن، به جای او انتخاب شد. دو سال بعد به مقام استادی رشتهٔ عربی و ریاست بخش مطالعات خاورمیانه در دانشگاه لندن ارتقاء یافت. در ۱۹۴۷ پس از استعفای استوری، کرسی استادی زبان عربی در کمبریج یعنی همان کرسیی که قبلاً ادوارد براون و رینولد نیکلسون شاغل بودند به او واگذار شد و تا پایان عمر در کمبریج ماند. بر اثر مساعی وی در کمبریج کرسی مستقلی برای تدریس زبان و ادبیات فارسی ایجاد گردید. او عضو فرهنگستان و عضو وابستهٔ فرهنگستان ایران و مصر و مجمع علمی دمشق و نایب رئیس کمیتهٔ ترجمهٔ یونسکو بود. در ۱۹۴۸ انجمن خاورشناسان بریتانیا را تشکیل داد. آثار وی از نظر تنوع و تعدد و نیز جامعیت آرایی که عرضه می‌کند، و نیز به سبب نثر روان و بیان ساده و شاعرانه‌ای که در نگارش یا ترجمه به کار می‌برد، از شهرت فراوانی برخوردار است. ترجمهٔ وی از قرآن گرچه از صحت و دقت کافی بهره‌مند نیست، مشهورترین ترجمهٔ انگلیسی قرآن به‌شمار می‌آید. آربری نویسنده‌ای پرکار بود و آثار ارزندهٔ فراوانی از تحقیق و تصحیح و ترجمه به صورت کتاب و مقاله به انگلیسی و فارسی از وی به جا مانده‌است.

## آثار آربری
آربری آثار زیادی را از فارسی و عربی به زبان انگلیسی ترجمه کرده‌است.
- ترجمه‌ها:
  - قرآن
  - پنجاه غزل از حافظ
  - چهارصد غزل از دیوان شمس
  - فیه مافیه، جلال‌الدین مولوی
  - معلقات سبع
  - شکوی الغریب عین القضاة همدانی
  - التعرف کلاباذی
  - رموز بی‌خودی اقبال
  - جاویدنامهٔ اقبال

تصویر ترجمه آربری از قرآن

- فهرست کتب خطی ایرانی کتابخانه هند، ۱۹۳۸
- فهرست کتب خطی عربی کتابخانه هند، ۱۹۳۶
- اسلام امروز، ۱۹۴۴
- سرودهای ایرانی، ۱۹۵۰
- قرآن مقدس، ۱۹۵۴
- میراث ایران، ۱۹۵۴
- حق و انقلاب در اسلام، ۱۹۵۷